# Mramor (distrikt i Bulgarien, Chaskovo)
Mramor (bulgariska: Мрамор) är ett distrikt i Bulgarien.   Det ligger i kommunen Obsjtina Topolovgrad och regionen Chaskovo, i den sydöstra delen av landet, 260 km öster om huvudstaden Sofia.
Omgivningarna runt Mramor är en mosaik av jordbruksmark och naturlig växtlighet. Runt Mramor är det ganska glesbefolkat, med 34 invånare per kvadratkilometer.